# Elaphoidella hellmichi
Elaphoidella hellmichi is een eenoogkreeftjessoort uit de familie van de Canthocamptidae. De wetenschappelijke naam van de soort is voor het eerst geldig gepubliceerd in 1968 door Löffler.